# Stigmaphyllon intermedium
Stigmaphyllon intermedium är en tvåhjärtbladig växtart som först beskrevs av Bénédict Pierre Georges Hochreutiner, och fick sitt nu gällande namn av C.E.Anderson. Stigmaphyllon intermedium ingår i släktet Stigmaphyllon och familjen Malpighiaceae. Inga underarter finns listade i Catalogue of Life.